# Rybnica (Jelenia Góra)
Pour les articles homonymes, voir Rybnica.
Rybnica est une localité polonaise de la gmina de Stara Kamienica, située dans le powiat de Jelenia Góra en voïvodie de Basse-Silésie.